# Valentin Ferdinand von Gudenus
Valentin Ferdinand Freiherr von Gudenus (* 19. Juni 1679 in Mainz; † 9. März 1758 in Wetzlar) war ein deutscher Jurist und Historiker. Gudenus stammte aus einer ursprünglich in Hessen ansässigen Familie.

## Herkunft
Das aus den Niederlanden stammende, 1553 in Utrecht nachgewiesene Geschlecht erhielt 1586, nach Übersiedlung nach Deutschland, ein kaiserliches Bestätigungsdiplom des althergebrachten Adels. 
Sein Großvater Moritz Gudenus war ehemals evangelisch-reformierter Predikant in Abterode. Als dieser 1630 in den weltlichen Dienst des Kurfürsten von Mainz Anselm Casimir Wambolt von Umstadt eintrat, war er zum Katholizismus übergetreten. Seine Eltern waren der kurfürstlich mainzische Hofrat, Leibmedicus und Professors Urban Ferdinand Gudenus (1634–1699) und dessen Ehefrau Lotharia Mechtildis Elisabeth von Birkig, die Tochter des in spanischen Diensten stehenden Oberst Matthias vin Birkig und der Anna von Laubenberg. Sein Bruder Christoph (1676–1712) folgte dem Vater als Dr. med., sowie kurmainzer Hofrat, Leibmedikus und Professor der Medizin in Mainz.

## Leben
Valentin F. Gudenus erhielt am 11. Januar 1746 in Wien ein Reichsfreiherrendiplom, nachdem er bereits 1732 und 1745 eine Bestätigung des Reichsfreiherrenstandes erhalten hatte. Johann Leopold von Gudenus (1676–1713), Weihbischof von Worms und Christoph Ignaz von Gudenus (1674–1747), Mainzer Weihbischof in Erfurt, waren seine Cousins.
Er studierte zunächst in Mainz Rechtswissenschaften, legte einen Abschluss ab, um anschließend in Erfurt, Turin und Mailand weiter zu studieren. Nachdem er anschließend Italien und Frankreich ausgiebig bereist hatte („Kavalierstour“), wurde er zunächst am Reichskammergericht in Wetzlar angestellt. 1706 wurde er Hof- und Regierungsrat der Markgrafen von Baden-Baden. Das Amt übte er bis 1713 aus. 1718 wurde er kurmainzischer Hof- und Revisionsrat. 1722 wurde er von den katholischen Ständen des fränkischen Kreises als Assessor am Reichskammergericht in Wetzlar präsentiert und übte diese Funktion von 1724 bis zu seinem Lebensende aus.

## Familie
Gudenus war mehrfach verheiratet. Zunächst heiratete er 1706 Maria Katharina Theresia von Wachtendunck († 1737), eine Tochter des Johann Gottfried von Wachtendunck (und der Eva von Hudde ?). 
Nach dem Tod seiner ersten Frau heiratete er 1739 Friederike Juliane vom Holtz zu Alfdorf (1695–1740), eine Tochter des Eberhard Friedrich vom Holtz zu Alfdorf, brandenburg-kulmbacher Rat und Landeshauptmann zu Neustadt/Aisch, und der Luise Isabella von Wollmershausen. Nach ihrem plötzliche Tod heiratete er 1740 Auguste Sophie Charlotter v. Elster (1709–1767), eine Tochter des kaiserlichen Generalmajors und Generalfeldquartiermeisters Freiherr Albrecht von Elster(n) und Ederheim († 1721) und der Freiin Eleonore Polyxene Leutrum von Ertingen. Er hatte drei Kinder die aber alle früh verstarben, deshalb adoptierte er seinen Neffen und kurmainzerischen GFM-Leutnant und Geheimen Rat sowie Vizegouverneur der Festung Mainz Philipp Franz von Gudenus (1710–1783).

## Werke

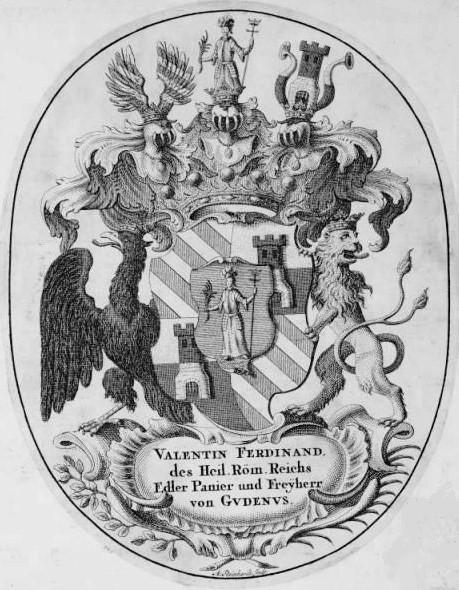
Exlibris des Freiherrn Valentin Ferdinand von Gudenus (1732)

Gudenus hatte von jeher starkes historisches Interesse gezeigt. Insbesondere während seiner letzten Tätigkeit am Reichskammergericht wirkte sich das in umfangreichen Publikationen aus. Seit 1716 hatte er die Neuherausgabe der zuerst 1604 erschienenen Mainzer Geschichte des Nicolaus Serarius durch Georg Christian Joannis gefördert, nachdem er durch eine Buchhändleranzeige von Joannis Vorhaben erfahren hatte. Zudem unterstützte er Joannis bei weiteren Editions- und Publikationsvorhaben. Spätestens 1724 überwarf er sich jedoch mit dem Vielschreiber Joannis, weil ihm dessen Arbeitsweise zu oberflächlich erschien. Er nahm nun selbst die Herausgabe des von ihm gesammelten Materials in die Hände. Zu seinem Hauptwerk wurde ein monumentales, in fünf Bänden, in Göttingen, Frankfurt am Main und Leipzig erschienenes Urkundenbuch zur kurmainzischen Geschichte (Band 5 wurde posthum von Heinrich Wilhelm Anton Buri herausgegeben). Es stellt „eine der vollständigsten und reichhaltigsten Sammlungen zur deutschen Reichsverfassungsgeschichte“ dar. Der außergewöhnliche Wert des Werkes zur Geschichte des Kurfürsten und Reichserzkanzlers von Mainz im Allgemeinen, sowie zur Geschichte des Mainzer Erzstiftes im Besonderen, liegt einerseits darin begründet, dass Gudenus viele zu seiner Zeit noch erhaltene Dokumente abdrucken konnte, die in den Kriegswirren des 18. bis 20. Jahrhunderts oder durch Zerstreuung der Mainzer Archive verloren gingen. Nur durch Gudenus Edition wurden diese für das Gedächtnis, damit das Wissen der Menschheit bewahrt. Andererseits ist das Werk wissenschaftsgeschichtlich von außergewöhnlichem Wert. Es wirkte vorbildlich auf die Herausgeber der Monumenta Germaniae Historica im 19. Jahrhundert und hat einen festen Platz in der Entwicklung der modernen Diplomatik und vor allem der Editionswissenschaften.
Hauptwerk:
- Codex Diplomaticvs: Exhibens Anecdota Ab Anno DCCCLXXXI, Ad MCCC. Mogvntiaca, Ivs Germanicvm, Et S.R.I. Historiam Illvstrantia / Ex Latebris In Lvcem Protraxit Notasqve Addidit Valent. Ferd. De Gvdenvs, Immed. Ord. Eqvestris Imp. Camerae Imperialis Assessor. Goettingae; Francofurti; Lipsiae 1743–1768. (Digitalisate: Band 1 , Band 2, Band 3, Band 4, Band 5) (Titel und Verleger variieren in den einzelnen Bänden)

Weitere Werke:
- Sylloge I. variorum diplomatariorum monumentorumque veterum ineditorum adhuc et res Germanicas, in primis vero Moguntinas illustrantium. Quae.post diram plurium seculorum inclusionem,… atque nunc tandem libertate plenaria, ad quam avidissime anhelant, donare decrevit. – Andrea & Hort, Francofurti ad Moenum (Ffm) 1724/28. (Digitalisat)
- Vncialaevm Selectvm Wetzlariense. Das ist: Genaue Recensir- und Beschreibung Eines gesammleten Vorraths außerlesener Cabinets-Thaler An der Zahl 784 Stu¨ck … : Wobey zugleich ihrer iedem, per distinctas Classes & Gradvs, die ienige Rang-Stell angewiesen ist, welche ihme … gebu¨hret ; Nebst einem Anhang von 92 andern Mu¨ntzen, und Medaillen / Collegit, descripsit, Notisque sparsim illustravit Valent. Ferdin. de Gvdenvs Eq. Imp. immed. Circuli Rhen. sup. Cameræ Imperialis Assessor. Nicolaus Ludwig Winckler, Wetzlar 1734